# Un'ora fa/Ma che freddo fa
Un'ora fa/Ma che freddo fa è il 95° singolo di Mina, pubblicato a febbraio 1969 su vinile a 45 giri dall'etichetta privata dell'artista PDU e distribuito dalla Durium.

## Il disco
Ultimo singolo festivaliero nella discografia di Mina, che abbandona la consuetudine di riproporre, sistematicamente ogni anno e spesso con maggior successo rispetto alle versioni degli interpreti originali, canzoni a sua scelta prelevate dal Festival di Sanremo appena terminato.
Novità dettata più da risultanze commerciali poco lusinghiere nella vendita dei recenti 45 giri di questo tipo, piuttosto che dal desiderio dell'artista di cimentarsi in generi e pezzi sempre nuovi e inediti. D'altra parte non mancheranno, disseminate nei vari album successivi, nuove cover di brani incisi da altri cantanti proprio per i festival, ma saranno sempre rivisitazioni con stili discografici diversi e incisioni assolutamente personalizzate dalla cantante.
I due brani entrambi in gara al Festival di Sanremo 1969, saranno inclusi da Mina nella rara raccolta del 1969, pubblicata solo su musicassetta e Stereo8, intitolata Stasera...Mina e non verranno più ristampati fino al 1998, quando digitalizzati faranno parte della raccolta su CD Mina Sanremo della EMI.
Del disco, che ha questa copertina ufficiale Archiviato il 21 febbraio 2017 in Internet Archive., esistono (con eventuale copertina generica) sia una versione promo, sia una per jukebox, entrambe vietate alla vendita.

## Un'ora fa
Presentata al Festival da Tony Del Monaco e Fausto Leali, Un'ora fa fu un buon successo di vendite solo per quest'ultimo, nonostante il quarto posto ottenuto alla manifestazione.
Fu poi incisa da Patty Pravo per il suo ambizioso secondo LP Concerto per Patty (1969), realizzato con un'orchestra di 90 elementi.

## Ma che freddo fa
Divenuto un classico assoluto della musica italiana, Ma che freddo fa fece conoscere, dal salone delle Feste del Casinò Municipale l'esordiente Nada Malanima, che interpretò il brano con grande personalità nonostante all'epoca avesse soltanto quindici anni, ottenendo un notevolissimo successo commerciale, pur arrivando al quinto posto nella kermesse. La versione di Nada mise in ombra quella dei Rokes che avevano gareggiato con lei a Sanremo, raggiungendo vendite da oltre mezzo milione di copie in Italia, senza contare esportazioni e popolarità in Spagna e nei paesi dell'America Latina.

## Tracce
Lato A
1. Un'ora fa – 2:26 (testo: Luciano Beretta, Ermanno Parazzini – musica: Gianfranco Intra; edizioni musicali Ri-Fi)

Lato B
1. Ma che freddo fa – 2:43 (testo: Franco Migliacci – musica: Claudio Mattone; edizioni musicali RCA Italiana)